# Ніч жаху Ніколи Тесла
«Ніч жаху Ніколи Тесла» (англ. Nikola Tesla's Night of Terror) — четвертий епізод дванадцятого сезону поновленого у 2005 році британського науково-фантастичного телесеріалу «Доктор Хто». Перша трансляція відбулася 19 січня 2020 року в ефірі телеканалу BBC One. Авторкою сценарію виступила Ніна Метів'є, а Ніда Манзур зрежисерувала епізод.
Історія представляє тринадцяте втілення іншопланетного авантюриста і мандрівника у часі на ім'я Доктор (у виконанні Джоді Віттакер) та її супутників, що подорожують з нею на кораблі TARDIS — Грема О'Браяна (грає Бредлі Велш), Раяна Сінклейра (грає Тосін Кол) та Ясмін Кхан (грає Мендіп Ґілл). В цій серії герої потрапляють у 1903 рік, де зустрічають Ніколу Тесла, винаходи і знання якого прибульці, на чолі з королевою Скітрою, прагнуть використати у своїх зловісних справах, що загрожують безпеці планети Земля.

## Сюжет

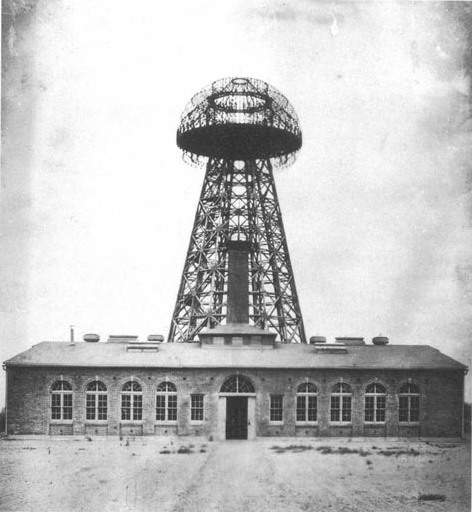
Вежа Ворденкліф у 1904 році, яку в цьому епізоді Тесла й Доктор використали для порятунку планети Земля.

1903 рік. Поблизу Ніагарського водоспаду Нікола Тесла прагне залучити інвесторів для своєї бездротової системи передачі електроенергії, але вони вважають це небезпечною і божевільною ідеєю. Після запізнення на фіксацію свого генератора він знаходить невелику літаючу сферу. Разом зі своєю помічницею Дороті Скеррітт, вони тікають від таємничої фігури в плащі, що намагається вбити їх. Доктор прибуває вчасно, щоб допомогти їм потрапити на потяг, який прямує до Нью-Йорка та відірватися від нападника.
Поблизу лабораторії Тесли у Нью-Йорку проходять протести проти його діяльності, які підсилює Томас Едісон. У лабораторії Доктор ідентифікує літаючу сферу як кулю Тесси, що призначена для обміну знаннями, але кимось перероблена. Побачивши Едісона, що спостерігав за головними героями, Доктор, Грем і Раян вирушають до майстерні Едісона, вважаючи, що він зв'язаний з нападом на Теслу. Фігура в плащі прибуває до майстерні, де убиває усіх співробітників, перш ніж переслідувати Едісона. Герої рятуються, ловлячи нападника у вогняному кільці, але він утікає за допомогою телепорту. Доктор прямує попередити Теслу і Яс про небезпеку, але їх викрадають у полон і переносять на борт невидимого космічного корабля над Нью-Йорком. Королева Скітра, правителька раси скорпіоноподібних прибульців, вимагає від полонених полагодили корабель. Тесла відмовляється і королева загрожує убити Ясмін, проте тут же прибуває Доктор та заважає їй зробити це. Також Доктор дізнається, що цей корабель зібраний з викрадених частин, а Скітра постійно використовує інших, щоб ті виконали роботу на кораблі. Отож королева обирає Ніколу Тесла своїм інженером, тому що йому вдалось виявити їхній сигнал під час своїх досліджень.
Доктор вимагає від королеви йти геть, але та відмовляється, говорячи, що якщо вона не отримає Теслу, то знищить Землю. Доктор телепортує себе, Теслу і Яс до вежі Ворденкліф. Разом Доктор і Нікола підключають TARDIS до вежі, аби підсилити її потужність. Тим часом Грем, Раян, Яс, Томас Едісон і Дороті захищаються від вторгнення посіпак Скітри. Ворденкліф активується і випускає електричні розряди, що пошкоджують корабель прибульців і їм приходиться тікати. Ясмін розчарована тим, що, не дивлячись на героїзм Тесли, його репутація у майбутньому залишиться незмінною, проте Доктор нагадує їй, що, хоч і після смерті, він отримає світове визнання за свої відкриття.

## Виробництво

### Написання сценарію
Сценарій написала Ніна Метів'є, що раніше працювала над одинадцятим сезоном «Доктора Хто» як редакторка тексту.

### Кастинг
Роберт Гленістер та Горан Вішнич зіграли ролі Томаса Едісона і Ніколи Тесла відповідно. Гленістер раніше фігурував у «Докторі Хто» як андроїд Салатін у серії 1984 року Печери Андрозані. Енджлі Мохіндра, яка раніше зіграла Рані Чандру в спін-оф-серіалі «Пригоди Сари Джейн», у цьому епізоді зобразила королеву Скітру. Весь акторський склад був оголошений у 547 випуску Doctor Who Magazine на початку січня 2020 року.

### Знімання
Режисеркою третього виробничого блоку дванадцятого сезону («Ніч жаху Ніколи Тесла» і наступний епізод «Втікач джудунів») виступила Ніда Манзур. Декорації Нью-Йорку початку XX століття знаходилися у кіностудії Nu Boyana Film, що у м. Софія, Болгарія.

## Трансляція епізоду та відгуки

### Реліз
Епізод вийшов 19 січня 2020 року в ефірі британського телеканалу BBC One.

### Рейтинги
«Ніч жаху Ніколи Тесла» зібрав публіку в 4,04 мільйони глядачів за всю ніч, що зробило його шостою найбільшою програмою дня за переглядами у Великій Британії. Епізоду був присвоєний індекс оцінки в 79 балів. Загалом по всіх телеканалах епізод переглянули 5,2 мільйона людей.

### Сприйняття
Рейтинг схвалення епізоду на Rotten Tomatoes становить 89 %, а середній бал — 7 із 10 на основі 18 відгуків критиків. Консенсус сайту назвав серію «хорошою історичною хитрістю», також відзначивши хімію героїв Джоді Віттакер і запрошеної зірки Горана Вішнича.

## Цікаві факти
- Бредлі Велш і Енджлі Мохіндра раніше працювали разом під час знімання серії День клоуна «Пригод Сари Джейн». Там актори грали протилежні цій історії ролі — Велш грав злого клоуна (антагоніста), Енджлі — супутницю Сари Джейн Сміт (позитивного персонажа). Також актриса розповіла, що на нових сумісних зніманнях Бредлі не впізнав її через надмірний макіяж. Спершу вона вважала це жартом, але коли він попросив фото, Енджлі зрозуміла, що він налаштований серйозно[18].
- В епізоді фігурує газета New York Bugle з заголовками «Тесла: Отримано повідомлення з Марса» й «Едісон: Вимкніть Теслу». У реальному світі такої газети не існувало, як і заголовків про Ніколу.
- Раніше Нікола Тесла уже з'являвся у рамках Хтосесвіту. Це відбулося в аудіопостановці Творець демонів 2016 року, де він допоміг Сьомому Доктору і Мелані Буш перемогти варданів.